# Церковь Божьего Тела (Крошин)
Костел Божьего Тела (бел. Касцёл Божага Цела) — католический храм в агрогородке Крошин, Брестская область, Белоруссия. Относится к ляховичскому деканату Пинского диоцеза. Построен в 1920-е годы. Костел включён в «Свод памятников истории и культуры Белоруссии».

## История
Первый католический храм был построен в Крошине в 1442 году. В 1818 году в местечке выстроен новый деревянный храм.
В 1920-е годы, когда Крошин находился в составе межвоенной Польши, было построено современное каменное здание костела Божьего Тела. В советское время в костел был расположен музей белорусского поэта Павлюка Багрима, родившегося в 1813 году в Крошине и похороненного на кладбище за костелом.

## Архитектура
Костел Божьего Тела — прямоугольное в плане здание под двускатной крышей с примыкающей более низкой трёхгранной апсидой. По центру крыши расположена четырёхгранная башенка со шпилем. Главный фасад имеет двухъярусную композицию, укрупненные элементы декора — угловые пинакли, мощные лопатки, прямоугольные ниши, карниз и т. д. Вход выполнен в виде большой полукруглой арки. В центре щипца на втором ярусе фасада рельефно выполнен латинский крест. Боковые фасады ритмично расчленёны прямоугольными окнами.

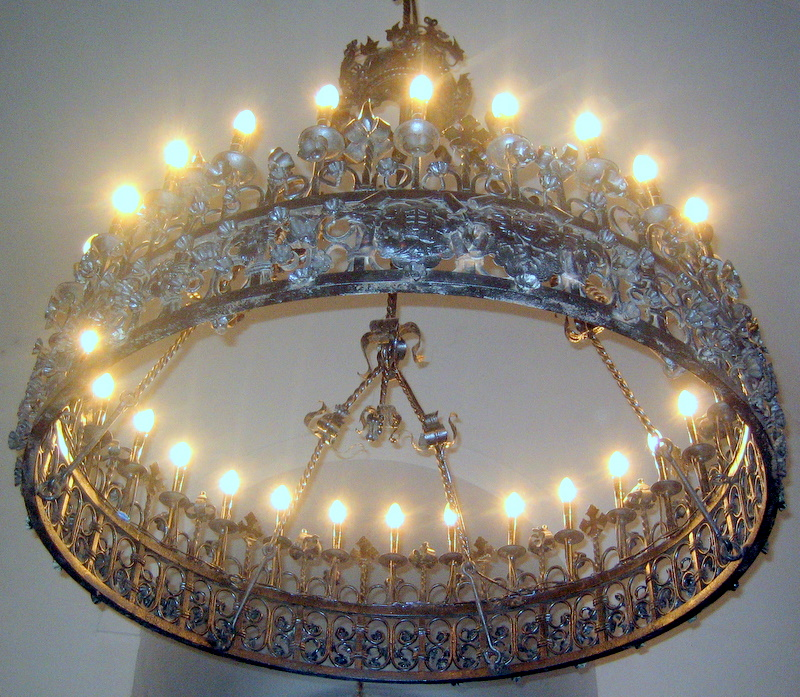
Люстра Багрима

В интерьере трёхгранная апсида отделена от сводчатого нефа арочным просветом и освещена полукруглой люкарной. Основной зал храма перекрыт цилиндрическим сводом, под которым подвешена люстра работы Павлюка Багрима с орнаментальной ковкой. Короноподобное завершение люстры украшено изображением цветов и жаворонков. Эта люстра была выполнена мастером в 1891 году для владельца имения Петра Святополк-Завадского и первоначально висела в его доме, а после строительства каменного костёла была передана наследниками в храм.